# Recensement des États-Unis de 1880
Le recensement des États-Unis de 1880, mené par le bureau de recensement américain, est le 10e recensement du pays et fut lancé le 1er juin 1880.
Il établit la population américaine à 50 189 209 habitants, soit une augmentation de 30,2 % par rapport aux 39 818 449 habitants recensés en 1870. Le centre démographique du pays en 1880 était alors le comté de Boone, dans le Kentucky.
Ce fut le premier recensement où les femmes furent autorisées à être recenseuses. Son superintendant était Francis Amasa Walker.
Conformément à la Constitution américaine (Article I, clause 3), les résultats serviront à redécouper (redistricting) les districts congressionnels des États-Unis qui servent de circonscription électorale pour l'élection des représentants à la Chambre du Congrès et seront les districts en vigueur pour les élections des 48e, 49e, 50e, 51e et 52e Congrès des États-Unis. Les calculs à la suite de ce recensement mèneront d'ailleurs à la découverte du paradoxe de l'Alabama, un paradoxe de partage des sièges.
Le processus du traitement des données du recensement de 1880 sera tellement long — 8 ans — que le bureau du recensement contractera l'ingénieur Herman Hollerith pour concevoir et produire une tabulatrice pour faciliter le recensement suivant de 1890,.